# 桐山漣
桐山 漣（きりやま れん、1985年〈昭和60年〉2月2日 - ）は、日本の俳優。神奈川県横浜市出身。以前はヒラタオフィスに所属していた。現在はフリー。身長175cm、血液型はO型。

## 略歴
- 10代のころからバンドでベースを担当。プロのミュージシャンを目指していたが21歳の時に挫折。その後、バンド時代に経験した人前で自己表現する楽しさや称賛を受ける高揚感を俳優の道で見出したいと決意を固めた[6]。
- 20代前半はとんかつ屋、カフェ、ティッシュ配りや日雇いのアルバイトなど、多い時には3つのアルバイトを掛け持ちしながら養成所でレッスンを受ける下積みの日々を送る[7]。
- 2006年、『ミュージカル テニスの王子様』で舞台デビュー。
- 所属していたビッグアップル[8] が2008年10月、ヒラタオフィスに吸収合併となり、ヒラタオフィス所属となる。
- 連続テレビドラマ初主演は2009年、『仮面ライダーW』の左翔太郎 役で、菅田将暉とW主演。同年12月には『仮面ライダー×仮面ライダー W&ディケイド MOVIE大戦2010』で映画初主演。
- 2011年、テレビドラマ『花ざかりの君たちへ〜イケメン☆パラダイス〜2011』に難波南 役で注目を集める[7]。
- 自身が古着アイテム100点以上をセレクトしたポップアップストア「The park vintage×RENN KIRIYAMA」を開催（2019年2月9日から3月17日までセレクトショップ「パークストア」にて）。自身がデザインしたTシャツとトートバッグも発売された[9]。
- 2023年10月17日、自身のInstagramで17年間所属していたヒラタオフィスを退所したことを発表。退所後はフリーで活動する[10]。

## 人物
- 趣味は音楽鑑賞・スノーボード・ビリヤード・ドライブ。特技はベース・スキー[3]。2級小型船舶操縦士の免許を有しており[3]、クルージングも趣味の1つにあげている[6]。
- 左利き。「左利きにはミステリアスなイメージがある」と考えており、2017年に出演したテレビドラマ『コードネームミラージュ』では、主人公をあえて左利きの設定にして演じた[11]。
- 愛犬はミニチュアダックスフントの「ピーチ」[12]。

### 『仮面ライダーW』関連
- 小さいころの将来の夢は「仮面ライダーになること」であり、オーディションに合格した際、あまりの嬉しさに泣いてしまったという[7]。特に好きだったライダーは『仮面ライダーBLACK』であると度々語っている[13]。そのため翔太郎が単独変身する仮面ライダージョーカーはBLACKの要素を取り入れて考案した[14]。
- 仮面ライダーW以前にも『仮面ライダーカブト』から『仮面ライダーディケイド』まで四作品の主役オーディションを受けたもののどれも惜しいところで落とされ悔しい思いをしたという[15]。
- 仮面ライダーWが変身するフォームの中で自身が最も気に入っているのはトリガー系統のフォームとのことで、トリガーが初登場する第5話ではそれに合わせて青いシャツ（トリガーの基本カラーと同じ）に衣替えして演じたとDVDの特典映像の対談[信頼性要検証]で語っている。
- 『仮面ライダーW FOREVER AtoZ/運命のガイアメモリ ディレクターズカット版』のオーディオコメンタリーによるとプロデューサーの塚田英明や監督の坂本浩一に桐山は『W RETURNS』の続編として「ジョーカー作品をやりたい」と会う度に要望しているとのことで、そのことについては自身も2013年4月9日のブログで触れている。
- 『平成ライダー対昭和ライダー 仮面ライダー大戦 feat.スーパー戦隊』では、ジョーカーとしてバロンと共に、BLACK&BLACK RXと戦った。このとき台本では「黒のライダーだったら、俺も負けないぜ」となっていた変身前の台詞を、BLACKに思い入れがあり、昭和11番目vs平成11番目という点に着目した桐山の発案により「あんたらとは何か近いものを感じるぜ」に変更された[16]。

## 受賞歴
2010年
- 東京帽子協会主催・東京帽子倶楽部「Hat GrandPrix 2010」グランプリ（男性部門）

2013年
- 9月、第8回韓国ソウルドラマアワード「ネチズン人気賞」受賞。

## 出演
太字は主演

### テレビドラマ

#### 2006-2010
- のだめカンタービレ 第2話（2006年10月23日、フジテレビ） - Aオケ団員・中村 役
- ケータイ少女〜恋の課外授業〜（2007年10月 - 12月、ファミリー劇場、西日本放送他） - 飛鳥龍一 役
- 正しい王子のつくり方（2008年1月 - 3月、テレビ東京） - 吉行麒麟 役
- 東京ゴースト・トリップ（2008年4月 - 6月、東京MXテレビ 他） - 乾海 役
- シバトラ 第7話・第8話（2008年8月19日・26日、フジテレビ） - 五十嵐 役
- RESET 第1話（2009年1月15日、読売テレビ） - 滝沢マコト 役
- 仮面ライダーW（2009年9月6日 - 2010年8月29日、テレビ朝日） - 左翔太郎 役（菅田将暉とW主演）[20][21][22]

#### 2011-2015
- ホンボシ〜心理特捜事件簿〜（2011年1月 - 3月、テレビ朝日） - 御子柴衛 役
- 四つ葉神社ウラ稼業 失恋保険〜告らせ屋〜 第9話（2011年6月2日、読売テレビ） - 高原清悟 役
- 花ざかりの君たちへ〜イケメン☆パラダイス〜2011（2011年7月 - 9月、フジテレビ） - 難波南 役
- スイッチガール!!（2011年12月 - 2012年2月、フジテレビTWO） - 神山新 役
  - スイッチガール!!2（2012年12月 - 2013年1月、フジテレビTWO） - 神山新 役
- ハイビジョン特集「カンブリアン ウォーズ」（2012年2月18日、NHK BSプレミアム） - 永沢直紀 役
- NHKドラマ部幽霊対策シリーズ「朝ドラ殺人事件」（2012年3月28日・29日、NHK） - 芽本礼二 役
- 37歳で医者になった僕〜研修医純情物語〜（2012年4月 - 6月、関西テレビ） - 谷口篤志 役
- RUN60（2012年4月 - 5月、MBS 他） - 高杉裕 役
- 結婚同窓会 〜SEASIDE LOVE〜（2012年7月 - 8月、フジテレビTWO） - 宮本遥冬 役
- VISION-殺しが見える女- 第5話（2012年8月9日、読売テレビ） - 田中卓治 役
- MONSTERS 第1話（2012年10月21日、TBS） - 室岡徹 役
- 空飛ぶ広報室（2013年4月 - 6月、TBS） - 藤枝敏生 役[23]
- 幸せになる3つの買い物「ウエディングドレスを買った女」（2013年6月25日、関西テレビ） - 清水拓 役
- ぶっせん（2013年7月 - 9月、TBS） - 城敦 役[24]
- ロストデイズ（2014年1月 - 3月、フジテレビ） - 桜田亘 役
- 花咲舞が黙ってない 第8話（2014年6月4日、日本テレビ） - 秋本輝夫 役[25]
- 殺人偏差値70（2014年7月2日、日本テレビ） - 楠見貴裕 役
- セーラー服と宇宙人（エイリアン）〜地球に残った最後の11人〜（2014年6月 - 8月、日本テレビ） - 立花玲央 役
- 金田一少年の事件簿N(neo) 第3話・第4話（2014年8月2日・9日、日本テレビ） - 川島豊 役
- 金曜ロードSHOW!特別ドラマ「Dr.ナースエイド」（2014年11月7日、日本テレビ） - 青田太陽 役
- 五つ星ツーリスト〜最高の旅、ご案内します!!〜 第4話（2015年1月29日、読売テレビ） - 春川優也 役
- 月曜ゴールデン「女流ミステリー作家 薬師寺叡子 京都殺人ダイアリー」（2015年2月9日、TBS） - 星岡巧警部補 役
- 女くどき飯 第6話（2015年3月1日、MBS） - 甲斐壮馬 役
- まんまこと〜麻之助裁定帳〜（2015年7月 - 9月、NHK） - 八木清十郎 役[26]
- 金曜ロードSHOW!特別ドラマ「磁石男2015」（2015年9月18日、日本テレビ） - 佐伯渉 役
- 私たちがプロポーズされないのには、101の理由があってだな シーズン2 ♯3（2015年9月16日・19日・20日、LaLa TV） - 高木 役
- 永久就職試験（2015年10月 - 11月、日本テレビ） - 森岡孝太郎 役[27]
- このミステリーがすごい! ベストセラー作家からの挑戦状「ポセイドンの罰」（2015年11月30日、TBS） - 鏑木 役
- 中京テレビスペシャルドラマ「マザーズ2015 17歳の実母」（2015年12月19日、中京テレビ） - 片岡洋平 役

#### 2016-2020
- 傘をもたない蟻たちは（2016年1月、フジテレビ） - 橋本純 役[28]
- メディカルチーム レディ・ダ・ヴィンチの診断 第5話（2016年11月8日、関西テレビ） - 奥山賢太郎 役[29]
- 視覚探偵 日暮旅人 第1話（2017年1月22日、日本テレビ） - 村山章 役
- 月曜名作劇場「みなと署落とし物係 秘密捜査官 危険な二人」（2017年3月6日、TBS） - 古室佑樹 役
- 福岡恋愛白書12〜センセイとワタシ〜（2017年3月24日、KBCテレビ） - 井手健史 役
- コードネームミラージュ（2017年4月8日 - 9月23日、テレビ東京） - 森山真一 / ミラージュ 役[30]
- 貴族探偵 第10話 - 最終話（2017年6月19日・26日、フジテレビ） - 具同弘基 役[31]
- 僕たちがやりました 第4話・第5話（2017年8月8日・15日、関西テレビ） - ヤング 役[32]
- 幕末グルメ ブシメシ!2 第2話 - 最終話（2018年1月 - 2月、NHK BSプレミアム） - 山下新八 役[33]
- ドルメンX（2018年3月、日本テレビ） - 実光修吾 役[34]
- アガサ・クリスティ二夜連続ドラマスペシャル第一夜「パディントン発4時50分〜寝台特急殺人事件〜」（2018年3月24日、テレビ朝日） - 鈴木 役[35]
- デイジー・ラック（2018年4月 - 6月、NHK） - 大和孝一郎 役[36]
- 未解決の女 警視庁文書捜査官 第6話（2018年5月24日、テレビ朝日） - 西島圭人 役[37]
- 正義のセ 第8話（2018年5月30日、日本テレビ） - 光岡駿太 役[38]
- 探偵が早すぎる（2018年7月 - 9月、読売テレビ） - 大陀羅壬流古 役[39]
- いつかこの雨がやむ日まで（2018年8月 - 9月、東海テレビ） - 森村國彦 役[40]
- ほんとにあった怖い話 夏の特別編2018「ナニワ心霊道」（2018年8月18日、フジテレビ） - 柴崎雄二 役[41]
- 金曜プレミアム芸能生活35周年特別企画「船越英一郎殺人事件」（2018年8月24日、フジテレビ） - 花巻裕也 役[42]
- リーガルV〜元弁護士・小鳥遊翔子〜 第3話（2018年10月25日、テレビ朝日） - 浅野洋平 役[43]
- 大阪環状線 Part4 ひと駅ごとのスマイル 第5話 鶴橋駅篇「ラストシーン」（2018年11月10日、関西テレビ） - 風間勇作 役
- フジテレビ開局60周年ドラマ「砂の器」（2019年3月28日、フジテレビ） - 片沢睦郎 役[44]
- 俺のスカート、どこ行った?（2019年4月20日 - 6月22日 、日本テレビ） - 日本史教師 田中みちる 役[45]
- 家政夫のミタゾノ 第3シリーズ 第2話（2019年4月26日、テレビ朝日） - 神山章一 役[46]
- これは経費で落ちません!（2019年7月 - 9月、NHK総合） - 山崎柊一 役
- 偽装不倫（2019年9月4日・11日、日本テレビ） - 藤堂元 役[47]
- チート〜詐欺師の皆さん、ご注意ください〜（2019年10月 - 12月、読売テレビ） - 蓮見将暉 役[48]
- ハル〜総合商社の女〜 第2話（2019年10月28日、テレビ東京） - 櫻井保 役[49]
- おかえり～とこわかの町・伊勢〜（2020年1月2日、東海テレビ[注 1]） - 田中恭平 役[50]
- ケイジとケンジ〜所轄と地検の24時〜 第8話・第9話（2020年3月5日・3月12日、テレビ朝日） - 久我山勝也 役
- よるドラ「いいね!光源氏くん」 第4話 - 最終話（2020年4月25日 - 5月23日、NHK総合） - 中将 役[51]
  - よるドラ いいね!光源氏くん し〜ずん2（2021年6月7日 - 6月28日、NHK総合） - 中将 役[52]
- おじさんはカワイイものがお好き。（2020年8月13日 - 9月10日、読売テレビ） - 鳴戸渡 役[53]
- ドラマ×まんが「あとかたの街〜12歳の少女が見た戦争〜」（2020年8月14日、NHK-BSP） - 編集者・佐藤 役

#### 2021-
- 青きヴァンパイアの悩み（2021年2月8日 - 3月29日、TOKYO MX） - 黒澤蒼 役（ゆうたろうとW主演）
- カラフラブル〜ジェンダーレス男子に愛されています。〜（2021年4月1日 - 6月3日、読売テレビ） - キラ 役[54]
- ドラマ特区 ラブファントム（2021年5月13日 - 7月15日、MBS） - 長谷慧 役
- ひとりで飲めるもん!（2021年6月4日 - 7月23日、WOWOW） - 朝丘類次 役
- 白い濁流（2021年8月22日 - 10月10日、NHKBS） - 柏木航 役
- おいハンサム!!（2022年1月8日 - 2月26日、東海テレビ・フジテレビ ） - 浅利大輔 役[55]
  - おいハンサム!!2 第3話・第5話（2024年4月20日・5月4日、東海テレビ・フジテレビ）[56]
- カナカナ（2022年5月16日 - 、NHK）- 桐島敬也 役[57]
- 復讐の未亡人（2022年7月8日 - 8月26日、テレビ東京） - 斎藤真言 役[注 2][58]
- テッパチ! 第7話 - 最終話（2022年8月17日 - 9月14日、フジテレビ） - 金子慎也 役[59]
- 警部補ダイマジン（2023年7月7日 - 9月1日、テレビ朝日） - 清家真吾 役[60]
- 十津川警部の事件簿「終着駅殺人事件」（2023年10月9日、テレビ東京） - 及川哲太 役[61]
- ポケットに冒険をつめこんで 第8話（2023年12月8日、テレビ東京）- 榊三郎 役
- パティスリーMON（2024年1月11日 - 3月28日、テレビ東京） - 加瀬総一郎 役[62]
- 極限夫婦 第2章「玉川夫婦の場合」（2024年2月9日 - 23日、関西テレビ） - 玉川直樹 役[63]
- 肝臓を奪われた妻（2024年4月3日 - 6月26日、日本テレビ） - 中村光星 役[64]
- ACMA:GAME アクマゲーム（2024年4月7日 - 6月9日、日本テレビ） - 長久手洋一 役[65]
- 素晴らしき哉、先生!（2024年8月18日 - 10月6日、朝日放送テレビ・テレビ朝日） - 大隈豪 役[66]
- 潜入兄妹 特殊詐欺特命捜査官（2024年10月12日 - 12月14日、日本テレビ） - 青龍 役[67]

### 配信ドラマ
- Webドラマ「LOVE ON」（2009年4月 - 6月） - 加藤晴樹 役
- バックハグ〜アフィリエイトがつなぐ恋〜（2014年5月16日、フジテレビNEXTsmart）[68]
- BeeTVドラマ「恋愛は必然である」第1話（2014年）
- BeeTVドラマ「C級サラリーマン講座」（2014年）
- 奇妙な恋の物語-THE AMAZING LOVE STORY- Episode3「未来花火」（2014年8月28日 - 全4話、UULA） - 直樹 役[69]
- おとなになっても（2025年4月26日 - 、Hulu） - 森田俊介 役[70]

### 番組内再現ドラマ
- 痛快TVスカッとジャパン（2015年6月8日・2018年1月1日）
- 〜両親ラブストーリー〜オヤコイ（2018年9月27日）

### 映画
- 平成仮面ライダーシリーズ（東映）
  - 劇場版 仮面ライダーディケイド オールライダー対大ショッカー（2009年） - 翔太郎の声 役
  - 仮面ライダー×仮面ライダー W&ディケイド MOVIE大戦2010（2009年） - 左翔太郎 役[71][72]
  - 仮面ライダーW FOREVER AtoZ/運命のガイアメモリ（2010年） - 左翔太郎 / 仮面ライダーW 役（菅田将暉とW主演）[73][74]
  - 仮面ライダー×仮面ライダー オーズ&ダブル feat.スカル MOVIE大戦CORE（2010年） - 左翔太郎 役[75]
  - オーズ・電王・オールライダー レッツゴー仮面ライダー（2011年） - 左翔太郎 / 仮面ライダーW 役 ※友情出演[76]
  - 仮面ライダー×仮面ライダー フォーゼ&オーズ MOVIE大戦MEGA MAX（2011年） - 左翔太郎 / 仮面ライダーW / 仮面ライダージョーカー 役 ※友情出演[77]
  - 平成ライダー対昭和ライダー 仮面ライダー大戦 feat.スーパー戦隊（2014年） - 左翔太郎 / 仮面ライダーW / 仮面ライダージョーカー 役[78]
- BOYSLOVE 劇場版（2007年） - 天上一之 役
- 僕らの方程式（2008年） - 吉川ワタル 役
- カフェ代官山 シリーズ - 三浦未琴 役
  - カフェ代官山 〜Sweet Boys〜（2008年）
  - カフェ代官山II 〜夢の続き〜（2008年）
  - カフェ代官山III 〜それぞれの明日〜（2009年）
- ビートロック☆ラブ（2009年） - 城島レイ 役
- ランブリングハート（2010年） - 南真智 役
- RUN60（2011年） - 高杉裕 役
- 君へ。（2011年） - 本間晃治 役
- 吉祥寺の朝日奈くん（2011年） - 朝日奈ヒナタ 役
- 大奥〜永遠〜［右衛門佐・綱吉篇］（2012年） - 大典侍 役
- 東京闇虫（2013年） - 加藤亮 役[79]
- L・DK（2014年） - 三条亘 役
- 呪怨 -ザ・ファイナル-（2015年） - 北村奏太 役[80]
- 群青色の、とおり道（2015年） - 真山佳幸 役[81]
- 東京PRウーマン（2015年） - 武藤信吾 役
- カノン（2016年） - 小出聡 役
- 新宿スワンII（2017年） - 鼠賀信之介 役
- 海の底からモナムール（2017年 ※映画祭上映のみ、2020年12月4日） - タクマ 役[82]
- 曇天に笑う（2018年） - 金城白子 役[83]
- 劇場版 ドルメンX（2018年） - 実光修吾 役[84]
- 貞子（2019年） - 藤井稔 役[85]
- 陰陽師0（2024年）

### オリジナルビデオ
- 仮面ライダーW 超バトルDVD 丼のα/さらば愛しのレシピよ（2010年） - 左翔太郎 役（菅田将暉とW主演）
- 仮面ライダーW DVD ガイアメモリ大図鑑（2010年） - 左翔太郎 役（菅田将暉とW主演）
- 仮面ライダーW RETURNS（2011年） - 左翔太郎 役
  - 仮面ライダーアクセル
  - 仮面ライダーエターナル

### ネットムービー
- ネット版 仮面ライダーW FOREVER AtoZで爆笑26連発（2010年） - 左翔太郎 役
- ネット版 仮面ライダー×スーパー戦隊×宇宙刑事 スーパーヒーロー大戦乙!〜Heroo!知恵袋〜あなたのお悩み解決します!（2013年） - 仮面ライダーWの声 役

### 舞台
- ミュージカル・テニスの王子様シリーズ - 丸井ブン太 役
  - ミュージカル・テニスの王子様 Absolute King 立海 feat.六角〜First Service（2006年12月13日 - 25日、日本青年館大ホール / 12月28日 - 2007年1月8日、メルパルクホール / 1月11日 - 14日、香川県県民ホールアクトホール / 1月18日 - 21日、サンシャイン劇場 / 1月25日 - 27日、名古屋市民会館中ホール）
  - ミュージカル・テニスの王子様 コンサート Dream Live 4th（2007年3月30日 - 31日、パシフィコ横浜国立大ホール）
  - ミュージカル・テニスの王子様 コンサート Dream Live 4th Extra公演 in大阪（2007年5月17日 - 20日、梅田芸術劇場シアタードラマシティ）
  - ミュージカル・テニスの王子様 Absolute King 立海 feat.六角〜Second Service（2007年8月2日 - 15日、日本青年館大ホール / 8月18日 - 25日、メルパルクホール / 8月28日・29日、香川県県民ホールグランドホール / 9月1日・2日、福岡市民会館大ホール / 9月7日 - 9日、岐阜市民会館大ホール）
  - ミュージカル・テニスの王子様 コンサート Dream Live 5th（2008年5月17日・18日、横浜アリーナ / 5月24日・25日、神戸ワールド記念ホール）
- スイッチを押すとき〜君達はなぜ生きているんだ?〜（2007年10月26日 - 11月4日、新国立劇場） - 田原大輔 役
- 台風14号 もんしろ（2008年7月18日 - 27日、東京芸術劇場小ホール / 7月31日 - 8月3日、心斎橋そごう劇場） - 林靖文 役
- 朗読劇 私の頭の中の消しゴム 3rd letter（2011年5月1日・4日、天王洲 銀河劇場） - 浩介 役
- リーディングドラマ「辻仁成 その後のふたり」（2013年4月11日、天王洲 銀河劇場） - 純哉 役
- 激動-GEKIDO-（2013年8月23日 - 9月2日、新国立劇場中劇場） - 緒方圭一郎 役[86]
- ぶっせん（2013年11月6日 - 17日、赤坂ACTシアター） - 城敦 役
- リーディングドラマ「シスター」（2018年12月21日、よみうり大手町ホール）
- マーダーミステリーシアター 演技の代償（2021年2月20日、配信） - 梅崎歩 役

### バラエティ
- ラジかるッ（2006年4月 - 9月、NTV）

### ライブ
- 武田真治 featuring Shiho SUMMER LIVE（2017年8月21日、ブルーノート名古屋） - スペシャルゲスト（ベーシスト）

### CM
- 東京ディズニーシー「リズムオブワールド」（2006年1月 - 3月）
- CCJC「コカ・コーラ〜大声援篇」（2006年6月 - ）
- バンダイ「メモリガジェットシリーズ」（2009年）
- サントリー「オールフリー〜スイートメモリーズ篇」（2015年9月 - 11月）

### ラジオ
- Webラジオ「マベラヂW」（2007年4月 - 2008年3月）
- SOUNDS OF STORY〜ASADA JIRO LIBRARY〜  「小村二等兵の憂鬱」（2014年10月4日、J-WAVE） - 朗読[87]
- ABC創立65周年記念連続ラジオドラマ「ナデシコですから」（2016年6月 - 9月、ABCラジオ） - 大和陽一郎 / コーイチロウ 役[88][89]
- 青春アドベンチャー（NHK-FM） - ラジオドラマ
  - 「北海タイムス物語」（2019年2月11日 - 22日） - 松田駿太 役[90]
  - 「イレーナの帰還」（2020年2月3日 - 28日） - リーフ 役[91]
  - 「ふれるストーリーボックス」（2023年2月27日 - 3月3日）[92]
  - 「火星ダーク・バラード」（2024年2月12日 - 23日） - 水島烈 役[93]
- Podcast番組「Artistspoken」（2023年11月14日 - 2024年8月13日 ）
- Everlasting MUSIC（2024年4月7日 -  、TOKYO FM）[94]

### ゲーム
- 仮面ライダーバトル ガンバライド（2009年11月、アーケード） - 仮面ライダーW（左翔太郎） / 仮面ライダージョーカー 役
  - 仮面ライダーバトル ガンバライド カードバトル大戦（2010年7月、DS）
  - 仮面ライダーバトル ガンバライジング（2013年10月、アーケード）
  - 仮面ライダーバトル ガンバレジェンズ（2023年、アーケード）
- 仮面ライダー クライマックスヒーローズシリーズ - 仮面ライダーW（左翔太郎） 役
  - 仮面ライダー クライマックスヒーローズW（2009年12月、Wii）
  - 仮面ライダー クライマックスヒーローズ オーズ（2010年12月、Wii・PSP）
  - 仮面ライダー クライマックスヒーローズ フォーゼ（2011年12月、Wii・PSP）
  - 仮面ライダー 超クライマックスヒーローズ（2012年11月、Wii・PSP） - 仮面ライダーW（左翔太郎） / 仮面ライダージョーカー 役
- オール仮面ライダー ライダージェネレーション シリーズ - 仮面ライダーW（左翔太郎） 役
  - オール仮面ライダー ライダージェネレーション（2011年8月、DS） - 仮面ライダーW（左翔太郎） 役
  - オール仮面ライダー ライダージェネレーション2（2012年8月、DS・PSP）
  - オール仮面ライダー ライダーレボリューション（2016年12月、3DS）
- コンパチヒーローシリーズ - 仮面ライダーW（左翔太郎） 役
  - HEROES' VS（2013年2月、PSP）
  - スーパーヒーロージェネレーション（2014年10月、PS3・PS Vita） - 仮面ライダーW（左翔太郎） / 仮面ライダージョーカー 役
  - ロストヒーローズ2（2015年2月、3DS）
  - ロストヒーローズBONUS EDITION（2015年2月、3DS）
- 仮面ライダー バトライド・ウォー シリーズ - 仮面ライダーW（左翔太郎） 役
  - 仮面ライダー バトライド・ウォー（2013年5月、PS3）[95]
  - 仮面ライダー バトライド・ウォーII（2014年6月、PS3・Wii U）
  - 仮面ライダー バトライド・ウォー 創生（2016年2月、PS4・PS3・PS Vita） - 仮面ライダーW（左翔太郎） / 仮面ライダージョーカー 役[96]
- 仮面ライダー トラベラーズ戦記（2013年11月、3DS） - 左翔太郎 / 仮面ライダーW / 仮面ライダージョーカー 役
- 仮面ライダー サモンライド!（2014年12月、PS3・Wii U） - 仮面ライダーW（左翔太郎） / 仮面ライダージョーカー 役
- 仮面ライダー ストームヒーローズ（2015年6月、Android・iOS） - 仮面ライダーW（左翔太郎） 役
- 仮面ライダー ブットバソウル（2016年8月、アーケード） - 左翔太郎 / 仮面ライダーW / 仮面ライダージョーカー 役[97]
- 仮面ライダー クライマックスファイターズ（2017年12月7日、PS4） - 仮面ライダーW（左翔太郎） 役
  - 仮面ライダー クライマックススクランブル ジオウ（2018年11月29日、Nintendo Switch）

### PV
- 上木彩矢 w TAKUYA「W-B-X 〜W-Boiled Extreme〜」（2009年） - 左翔太郎 役
- 鳴海荘吉（吉川晃司）「Nobody's Perfect」（2010年） - 左翔太郎 役
- SuG「小悪魔Sparkling」（2010年）
- NERDHEAD「どうして好きなんだろう feat. Mai.K」（2011年）
- Cherie「恋のフシギ」（2011年）
- 超新星「クリウンナレ-キミに会いたくて」（2011年）
- 青山テルマ「WITHOUT U feat. 4Minute」（2011年）
- mihimaruGT「マスターピース」（2011年）
- SHINee「君のせいで」（2016年）
- DAOKO「終わらない世界で」（2018年）[98]

### 玩具
- 仮面ライダーW CSMダブルドライバーver.2（2025年2月）
- 仮面ライダーW CSMファングメモリ&エクストリームメモリver.2（2025年2月）
- 仮面ライダーW CSMロストドライバーver.2（2025年10月）

## ディスコグラフィ

### キャラクターソング
| 発売日       | 商品名                         | 歌                                          | 楽曲                                                 | 備考                                |
| ------------ | ------------------------------ | ------------------------------------------- | ---------------------------------------------------- | ----------------------------------- |
| 2019年5月1日 | 平成仮面ライダー20作記念ベスト | 左翔太郎（桐山漣） × フィリップ（菅田将暉） | 「Finger on the Trigger（平成ベスト RE-EDIT ver.）」 | テレビドラマ『仮面ライダーW』劇中歌 |

## 作品

### 映像作品
- Renn kiriyama 1st premium DVD「ROOM N(U)MBER」（2007年3月）
- MEN's DVD「Humidity 83%」（2007年8月）
- Renn kiriyama 2nd premium DVD「解放区」（2008年10月）
- 桐山漣 プライベートジャーニー in ベトナム【1巻】ホーチミン編（2009年1月）
- 桐山漣 プライベートジャーニー in ベトナム【2巻】メコン川編（2009年2月）
- 桐山漣 プライベートジャーニー in ベトナム【3巻】フエ編（2009年3月）

### 写真集
- MEN's PHOTO BOOK「Mobius」（2007年7月、扶桑社）
- PHOTO BOOK 「キリヤマ レン」 （2015年12月、ワニブックス）[99]

### カバーモデル
- Melodious Girl -メロディアス・ガール-〈vol.1〉（著：miyu、2012年10月25日、集英社ピンキー文庫）
- Melodious Girl -メロディアス・ガール-〈vol.2〉（著：miyu、2012年11月22日、集英社ピンキー文庫）